# Meester Philippe

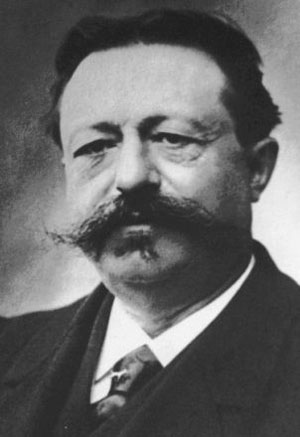
Philippe Nizier Anthelme

De Fransman Nizier Anthelme Philippe (25 april 1849 - 2 augustus 1905) was een spiritueel genezer, geestelijk leraar en waarzegger uit Lyon. Hij was aanhanger van het mesmerisme. Tijdens zijn leven werd hij vaak aangeduid als Meester Philippe. Zijn leven en werk zijn bijzonder goed gedocumenteerd.

## Leven
Geboren op 25 april 1849 in Loisieux in het Franse departement Savoie als zoon van een boerenfamilie. Op dertienjarige leeftijd gaat hij in Lyon werken bij zijn oom in de slagerij. Daar laat hij een buitengewone interesse zien in occulte zaken. In 1872 verlaat hij zijn oom om een eigen praktijk op te richten waar hij patiënten behandelt met gebedsgenezing. Hij verklaart uitdrukkelijk geen handoplegging te gebruiken. In zijn vier laboratoria bereidt hij - medisch gedekt door zijn schoonzoon Dr. Lalande - geneeskrachtige pillen en verzorgingsproducten. Hij trouwt in 1877 met Jeanne Landar, een van zijn patiënten. Het echtpaar krijgt een dochter Victoire (1878) en een zoon Albert (1881).
Hij begon zijn studies in 1874 aan de École de Médecine et de Pharmacie te Lyon. Men weigerde echter zijn inschrijving in het laatste jaar. In 1884 promoveerde Philippe aan de universiteit van Cincinnati (Ohio). Hij behaalde zijn doctoraat in de geneeskunde met het proefschrift: Principes der hygiëne bij zwangerschap en bevalling. Deze thesis leverde een belangrijke bijdrage in de strijd tegen kraamvrouwenkoorts.
In 1885 kreeg Philippe het ereburgerschap van Acri in Italië. In 1886 ontving hij een eredoctoraat in de geneeskunde van de Koninklijke Medische Academie te Rome. Vanaf 1887 werd Philippe in Frankrijk meerdere keren beschuldigd van het illegaal uitvoeren van de geneeskunde. Steeds werd hij hiervoor veroordeeld. Later werden deze veroordelingen op wettelijke wijze uit zijn strafregister geschrapt.

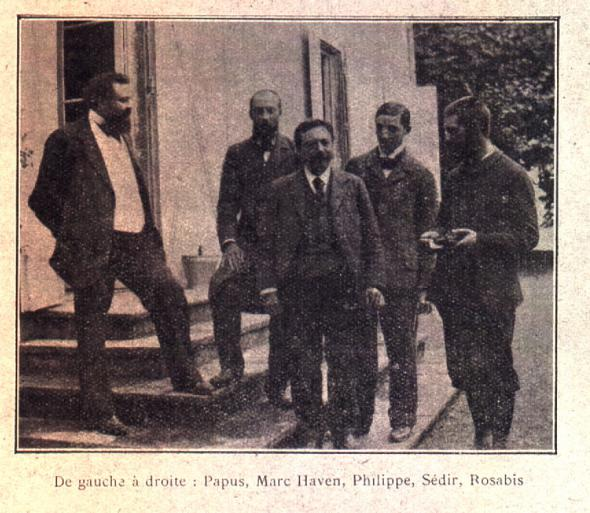
Philippe en Papus bij de martinisten

Ondanks deze veroordelingen bouwde Philippe een reputatie op als genezer en waarzegger. Tijdens zijn leven leek Philippe duizenden mensen op wonderbaarlijke wijze te hebben genezen. Deze genezingen worden in vele gevallen gestaafd door medische bewijzen en in sommige gevallen door politierapporten. Andere zaken die aan hem toegewezen worden zijn onder andere het redden van zijn vader op afstand en het uit de dood opwekken van een kind. Ook claimden zijn leerlingen dat hij onzichtbaar zou kunnen reizen, het onweer beheersen en met de doden zou kunnen spreken.
Zijn reputatie bracht hem in contact met een aantal belangrijke personen uit die tijd. Zo werd hem om hulp gevraagd door de Bey van Tunis, de Prins van Montenegro, de Duitse keizer en de latere koning Edward van Engeland.
Hij was geestelijk leraar van Papus, een Frans esotericus. Hij sloot zich aan bij het martinisme. Papus bracht hem in 1902 in contact met tsaar Nicolaas II. Aan het Russische hof kreeg hij grote invloed. Samen met de tsaar stichtte hij een occulte beweging in Sint Petersburg waar seances worden gehouden. Ook wordt hij veelvuldig betrokken bij politieke beslissingen. Als dank voor zijn werk krijgt hij door tussenkomst van de tsaritsa Aleksandra Fjodorovna de dokterbul van de universiteit van Moskou. De tsaar verleent hem de rang van divisie-generaal.
In 1902 weet Philippe de tsaritsa ten onrechte te overtuigen dat ze zwanger is. Hij wordt hierbij beschuldigd hypnose te hebben gebruikt. Daarvoor had hij de tsarina ten onrechte de komst van een zoon voorspeld.
De invloed van Philippe op de tsaar en de tsarina waren niet naar de zin van de Russische geheime diensten. Naar aanleiding van zijn vriendschap met tsaar Nicolaas II werd zijn achtergrond onderzocht. Er werden lastercampagnes tegen hem gevoerd om hem van het hof te verwijderen. De Russische kranten en de archieven van de geheime diensten, alsmede de dagboeken van de neef van de tsaar geven hier vermelding van. In het onderzoek wordt hij omschreven als een bedrieger en avonturier. Ook zou hij hypnoseshows hebben gegeven. De Franse geheime diensten hebben hierover een uitgebreid dossier. De aanklacht van hypnose is bovendien uit de lucht gegrepen, temeer daar Philippe zich altijd tegen de hypnose heeft uitgesproken. Als Philippe de oorlog tussen Rusland en Japan verkeerd voorspelt wordt zijn positie aan het hof onhoudbaar en wordt hij terug gestuurd naar Frankrijk. Raspoetin zag hierin zijn kans schoon om zijn plaats aan het hof in te nemen.
In Frankrijk gaat hij wonen in de stad L'Arbresle. Daar onderhoudt hij nog schriftelijk contact met de tsaritsa tot zijn dood in 1905. Als erkenning werd in de stad L'Arbresle, waar hij vele jaren heeft geleefd en ook gestorven is, een straat naar hem genoemd, de rue Maître Philippe, met als onderschrift op de straatnaamborden thaumaturg (wonderdoener). Rond de 100ste verjaardag van zijn overlijden kocht de stad L'Arbresle zijn woning, de Clos Landar, om het, samen met privé-investeerders, om te bouwen tot hotel, cultureel centrum en museum voor Meester Philippe.
Zijn graf op het kerkhof van Loyasse in Lyon wordt nog dagelijks bezocht door mensen uit vele landen. Bovendien wordt ieder jaar op Palmzondag van 13 tot 14 uur rond zijn graf een plechtigheid gehouden, met meer dan honderd aanwezigen.